# Technische Hochschule Würzburg-Schweinfurt
Die Technische Hochschule Würzburg-Schweinfurt (THWS) (von 2008 bis 2022: Hochschule für angewandte Wissenschaften Würzburg-Schweinfurt; vor 2008: Fachhochschule Würzburg-Schweinfurt FHWS) wurde 1971 mit den beiden heutigen bayerischen Standorten in Würzburg und Schweinfurt gegründet. Die Technische Hochschule (TH) bietet rund 60 Bachelor- und Masterstudiengänge an. Die Studienangebote decken die Bereiche Technik, Wirtschafts- und Sozialwissenschaften, Informatik, Gestaltung sowie Sprache ab. Die THWS hat über 9.000 eingeschriebene Studierende und ca. 270 Professorinnen und Professoren.

## Geschichte
Die Geschichte der heutigen Technischen Hochschule reicht bis 1807 zurück und ist verknüpft mit den Vorgängereinrichtungen Balthasar-Neumann-Polytechnikum (hervorgegangen aus der mechanischen Abteilung der Kreislandwirtschafts- und Gewerbeschule) des Bezirks Unterfranken, der Höheren Wirtschaftsschule der Stadt Würzburg und der Werkkunstschule der Stadt Würzburg.
Am 1. August 1971 nahm die aufgrund des Bayerischen Fachhochschulgesetzes gegründete Fachhochschule Würzburg-Schweinfurt mit 1.566 Studierenden in sieben Studiengängen den Betrieb auf. Am Standort Würzburg wurden die Fachrichtungen Architektur, Bauingenieurwesen, Betriebswirtschaft und Grafikdesign (heute Kommunikationsdesign) angeboten, in Schweinfurt die Fachrichtungen Elektrotechnik, Maschinenbau und Wirtschaftsingenieurwesen.
Im Laufe der Zeit wurden das Angebot um die Studiengänge Soziale Arbeit (1972), Kunststofftechnik und Vermessung (1973), Informatik (1975), Pflegemanagement (1995), Betriebswirtschaft (1998), Wirtschaftsinformatik (2000), Medienmanagement (2001), Ingenieurinformatik (2003), Logistik (2008) und viele weitere ergänzt.
Seit dem Wintersemester 2014/15 hat die Hochschule sogenannte TWIN-Studiengänge eingeführt. Es handelt sich dabei um englischsprachige Bachelorstudiengänge, die deutschsprachige Bachelorstudiengänge spiegeln und den Erwerb eines TWIN-Zertifikats ermöglichen. Mittlerweile bietet die heutige Technische Hochschule Würzburg-Schweinfurt (THWS) rund 50 Bachelor- und Masterstudiengänge an, darunter zahlreiche englischsprachige Studiengänge.
Im März 2025 kündigte die Hochschule an, dass es ab dem Wintersemester 2025/26 erstmals möglich ist, vollständig online an der THWS zu studieren. Auch die Prüfungen können online abgelegt werden. Am 1. Oktober 2025 starten die beiden Online-Bachelorstudiengänge Software Engineering (B. Eng.) und Health and Environmental Psychology (B. Sc.). Zwei weitere Online-Studiengänge sind in Planung.
Von 1991 bis 2000 baute die Hochschule im Auftrag des Wissenschaftsministeriums eine neue Abteilung in Aschaffenburg auf. Dort wurde zunächst der Studiengang Betriebswirtschaft angeboten, ab 1997 auch der Studiengang Elektrotechnik. Im Jahr 2000 ging aus der damaligen Abteilung Aschaffenburg die eigenständige Technische Hochschule Aschaffenburg hervor.
Am 14. Februar 2003 legte der damalige bayerische Wissenschaftsminister Hans Zehetmair den Grundstein für ein knapp 14,5 Millionen Euro teures Hörsaalgebäude für den Standort Schweinfurt in der Ignaz-Schön-Straße. Im Erdgeschoss dieses Gebäudes befindet sich eine großzügige Freifläche, ein nach oben offenes Foyer, das u. a. für Veranstaltungen genutzt wird. Kreisförmig darum sind Hörsäle und Büros angeordnet. Im 1. Stock befindet sich das Audimax, die sogenannte Warema-Renkhoff-Aula, im Keller befinden sich u. a. Labore und CIP-Pools.

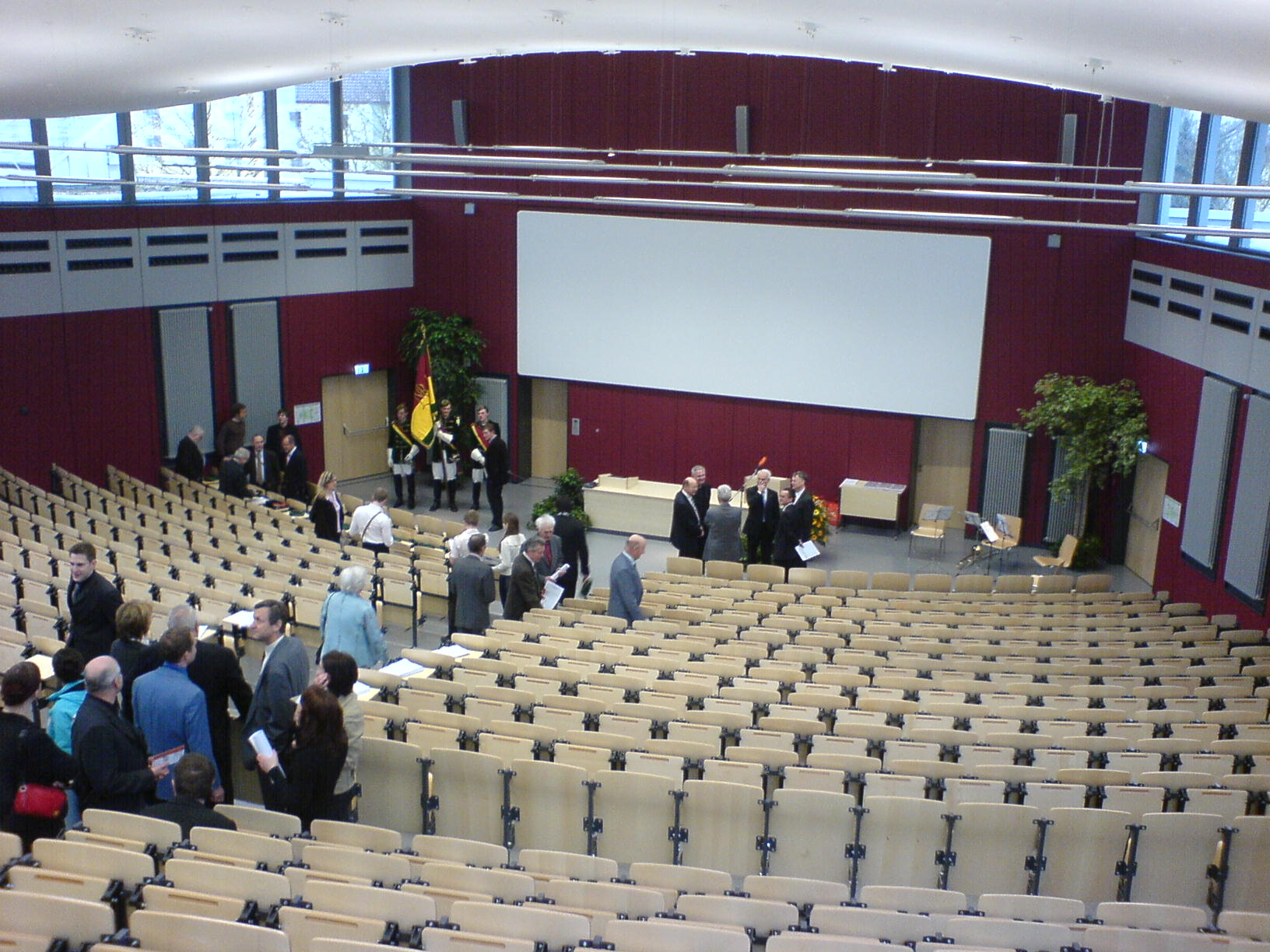
Eröffnungsfeier der sanierten Aula in der Hochschule Schweinfurt mit dem bayerischen Wissenschaftsminister Thomas Goppel

Nach der Einweihung durch Wissenschaftsminister Thomas Goppel am 4. Oktober 2004, fand in dem zirka 3.000 Quadratmeter großen Rundbau ein Großteil des Lehrbetriebs in der Hochschule in Schweinfurt statt. Die älteren Gebäude am Campus Ignaz Schön wurden in Folge ab Februar 2006 in drei Bauphasen saniert. Die umfangreichen Renovierungsmaßnahmen wurden im August 2020 abgeschlossen.
2006 hat die Hochschule die Namensrechte des größten Hörsaals der Hochschule (Standort Würzburg) an Aldi-Süd vermietet. Das Hörsaalsponsoring durch Aldi-Süd lief am 14. März 2017 wieder aus. Die Sparkasse Würzburg hat sich 2006 als „Sponsor“ eines weiteren Hörsaals zur Verfügung gestellt.
Derzeit gibt es folgende Hörsaalsponsoren:
- Bosch Rexroth AG
- EDEKA Nordbayern-Sachsen-Thüringen Stiftung & Co. KG
- FIS Informationssysteme und Consulting GmbH
- Flexus AG
- Fränkische Rohrwerke Gebr. Kirchner GmbH & Co. KG
- Hans Geis GmbH + Co KG
- LEONI AG
- Murata Electronics Europe B.V.
- Preh GmbH
- Schaeffler Technologies GmbH & Co. KG
- SKF GmbH
- Sparkasse Mainfranken Würzburg
- va-Q-tec AG
- WAREMA Renkhoff SE

## Übersicht
Die Hochschule hat 9.178 Studierende, 269 Professorinnen und Professoren, 36 Lehrkräften für besondere Aufgaben, 139 Wissenschaftliche Mitarbeitende und weitere 419 Mitarbeitende in Technik und Verwaltung (Stand WS2024/25).
Das Studienangebot der zehn Fakultäten umfasst aktuell insgesamt 64 Studiengänge mit Bachelor- und Masterabschlüssen, davon acht englischsprachige Bachelor- und fünf englischsprachige Masterstudiengänge.

## Neue Gebäude

### Hörsaal- und Laborgebäude
In Würzburg wurde ein neues Hörsaal- und Laborgebäude am Sanderheinrichsleitenweg im September 2011 an die Hochschule übergeben.
In Schweinfurt wurde ein neues Hörsaalgebäude am Grünen Markt in der Innenstadt-Nord im August 2011 übergeben. Der Neubau wurde von der SWG erstellt, kostete etwa 9,6 Millionen Euro und wurde vom Freistaat Bayern für 12 Jahre gemietet. Er bietet als Campus Konrad Geiger, früher Campus II, Platz für 720 Studierende, verteilt auf sieben Hörsäle. Aktuell wird das Gebäude für den Bachelorstudiengang Robotik (Fakultät Elektrotechnik) genutzt.

### Campus Ledward Schweinfurt

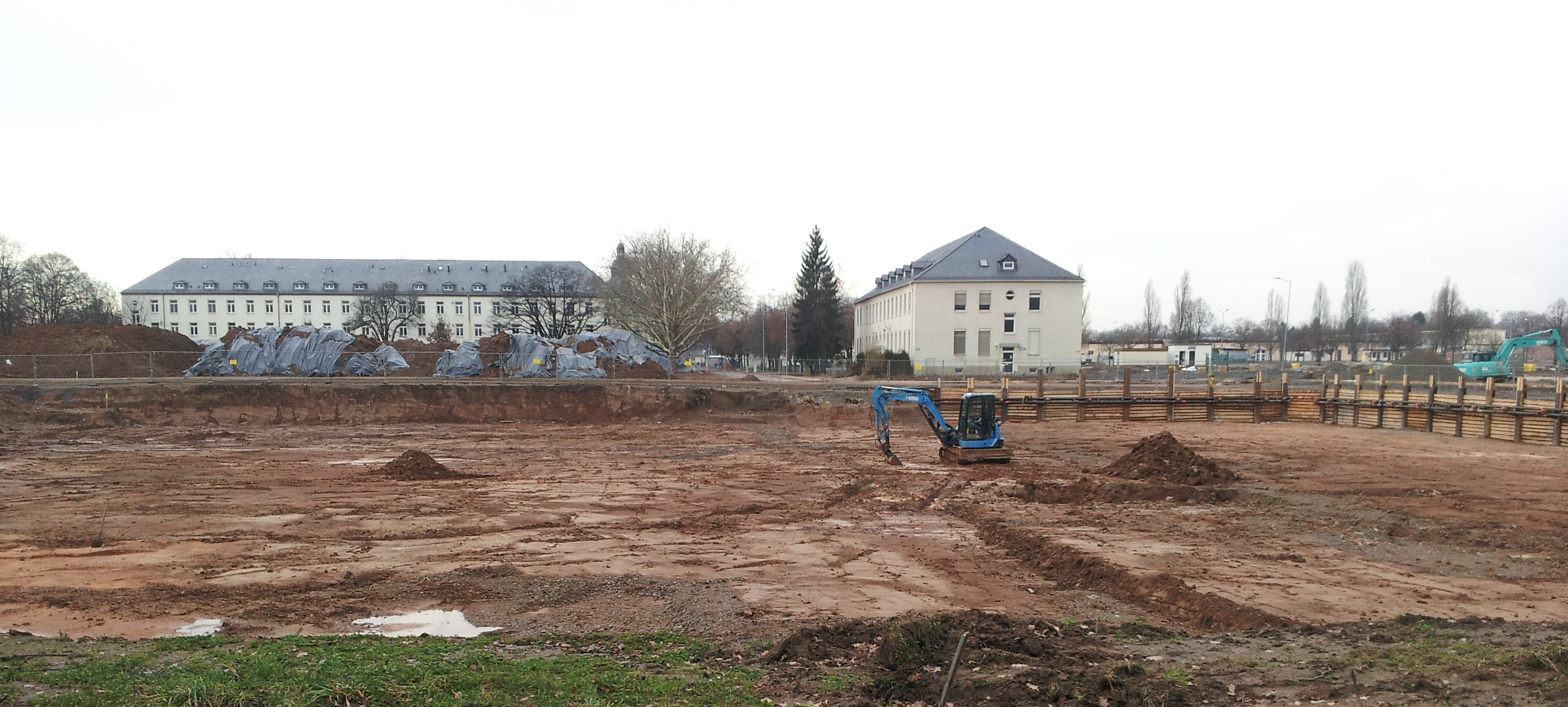
Baugrube fürs Hörsaalgebäude für Wirtschaftsingenieurwesen im Carus-Park in Schweinfurt im Januar 2018

In Schweinfurt wird auf dem Areal der ehemaligen US-amerikanischen Ledward Barracks der internationale Hochschulcampus i-Campus Schweinfurt aufgebaut. Das Projekt läuft im Rahmen der Internationalisierung der Hochschule, mit neu eingeführten englischsprachigen Studiengängen in Schweinfurt (seit 2014) und Würzburg (seit 2016), die TWIN-Studiengänge genannt werden.
Im Endausbau sollen in Schweinfurt 2.000 bis 3.000 Studierende aus aller Welt in den MINT-Fächern in Bachelorstudiengängen bilingual (deutsch und englisch) studieren können. Zudem sind mehrere hochschulnahe Einrichtungen geplant. Ein Studentendorf ist derzeit im Aufbau und bietet bereits ersten Wohnraum. Vorlesungen ausschließlich in Englisch, in den Bachelor-Twin-Studiengängen in den Fachrichtungen Logistik und Wirtschaftsingenieurwesen, begannen bereits im WS 2014/15 in vorhandenen Gebäuden im Schweinfurter Campus Ignaz Schön. Zum WS 2020/21 wurde der Vorlesungsbetrieb im ersten fertiggestellten Gebäude auf dem neuen Campus-Areal begonnen, in dem alle Studiengänge des Wirtschaftsingenieurwesens der Hochschule in deutscher und englischer Sprache zusammengefasst wurden.
Aktuell wird der Bau eine Laborgebäudes für den Studiengang Wasserstofftechnik am Campus Ledward umgesetzt. Die Fertigstellung ist für Dezember 2025 geplant. Außerdem befindet sich der Neubau eines Centers für Robotik (CERI) für den Studiengang Robotik in Planung. Dieses Gebäude soll bis 2030 fertiggestellt werden.

## Studiengänge
(Quellen: )

### Würzburg
- Architektur (Bachelor)
- Artificial Intelligence (Master)
- Bauingenieurwesen (Bachelor)

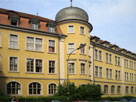
Hauptgebäude in Würzburg am Sanderring

- Bauingenieurwesen – digitales Planen und Bauen (Bachelor)
- Betriebswirtschaft (Bachelor)
- Business Analytics (Bachelor)
- Design und Information (ehem. Informationsdesign, Master)
- Digital Business Systems (ehem. Informationssysteme, Master)
- Digitale Gesellschaft (Bachelor)
- Digitales Rettungsmanagement (Bachelor)
- E-Commerce (Bachelor)
- Fachjournalismus und Unternehmenskommunikation (Technik/Wirtschaft)(Master)
- Fachübersetzen (Wirtschaft/Technik) (Bachelor)
- Fach- und Medienübersetzen (Master)
- Geodatentechnologie (Master)
- Geovisualisierung (Bachelor)
- Gesundheitsmanagement (Master)
- Informatik (Bachelor)
- Informationssicherheit (Bachelor)
- Integrales Planen und Bauen (Master)
- Integriertes Innovationsmanagement (ehem. Innovation im Mittelstand, Master)
- International Business with Regional Focus (Master)
- International Management (Bachelor)
- Kommunikationsdesign (Bachelor)
- Kunststoff- und Elastomertechnik (Bachelor)
- Management im Gesundheitswesen (Bachelor)
- Managing Global Dynamics (Master)
- Marken- und Medienmanagement (M3ve, Master)
- Medienmanagement (Bachelor)
- Musiktherapie für Empowerment und Inklusion (Master)
- Soziale Arbeit (Bachelor und Master)
- Vermessung und Geoinformatik (Bachelor)
- Wirtschaftsinformatik (Bachelor)

### Schweinfurt

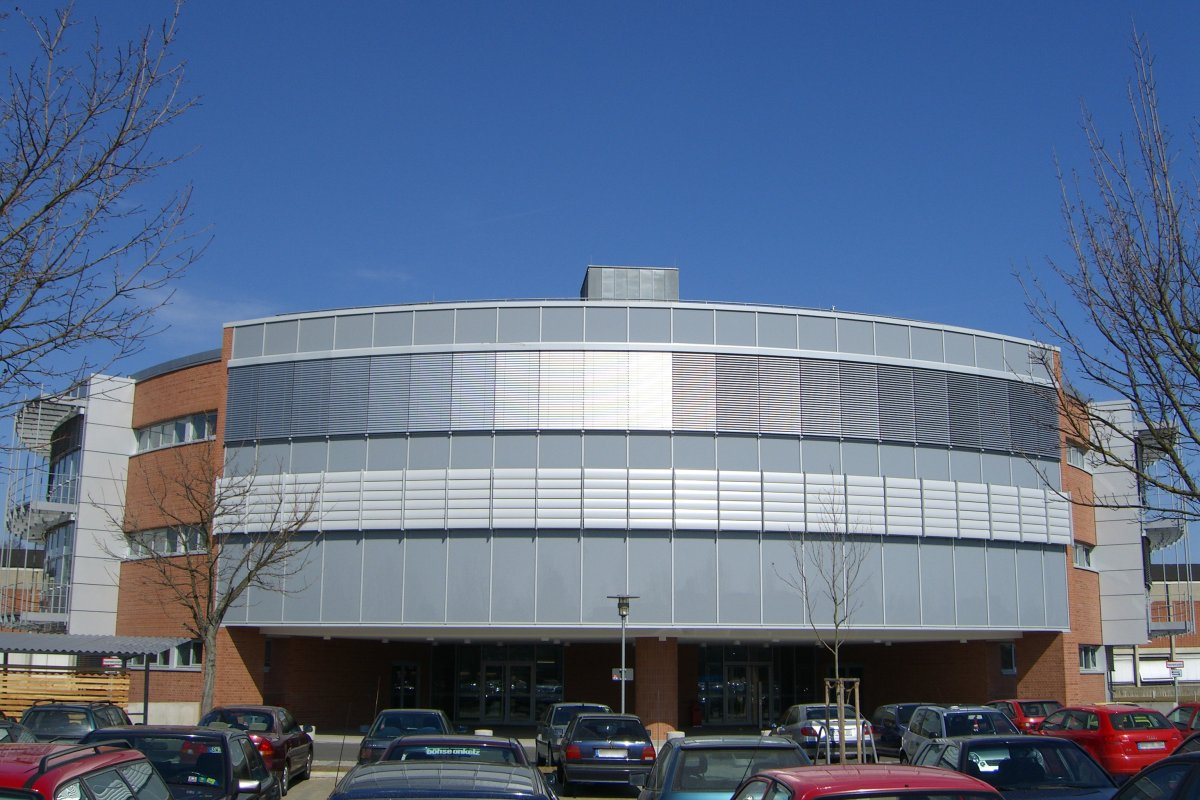
Hörsaalgebäude in Schweinfurt

- Elektro- und Informationstechnik (Bachelor und Master)
- Mechatronik (Bachelor)
- Logistik (Bachelor)
- Maschinenbau (Bachelor)
- Robotik (Bachelor)
- Technomathematik und angewandte Mathematik(Bachelor)
- Wasserstofftechnik (Bachelor)
- Wirtschaftsingenieurwesen (Bachelor und Master)
- Produkt- und Systementwicklung (Master)

### TWIN-Studiengänge (englischsprachig)

#### Schweinfurt
- Applied Mathematics (Bachelor)
- Business and Engineering (Bachelor)
- Mechatronics (Bachelor)
- Logistics (Bachelor)
- Robotics (Bachelor)

#### Würzburg
- Applied Polymer Engineering (Bachelor)
- International Management (Bachelor)
- International Social Work with Refugees and Migrants (Master)

### Weiterbildende Masterstudiengänge
- International Business
- Musiktherapie für Empowerment & Inklusion
- Transformation
- Verhaltensorientierte Beratung

### Sonstige Studiengänge
- Brückenstudium (Zukunftsideen und Projektumsetzung) (Bachelor)

## Forschung
Neben den Forschungsaktivitäten einzelner Professorinnen und Professoren der THWS, werden die Forschungsaktivitäten der Hochschule in zehn anwendungsorientierten Instituten und sechs Technologietransferzentren gebündelt sowie in über 90 Laboren ausgebaut.
Die THWS konzentriert sich derzeit auf drei Forschungsschwerpunkte: „Energietechnik und Energieeffizienz“, „Mensch und Mobilität“ und „Digitale und intelligente Systeme“.

### Institute und Technologietransferzentren der THWS
(Quelle: )
- Center für Künstliche Intelligenz (CAIRO)
- Center für Robotik (CERI)
- Institut für angewandte Logistik (IAL)
- Institut für Angewandte Sozialwissenschaften (IFAS)
- Institut für Digital Engineering (IDEE)
- Institut für Design und Informationssysteme (IDIS)
- Institut für Energie- und Hochspannungstechnik (IEHT)
- Institut für Medizintechnik (IMES)
- Institut für Rettungswesen, Notfall- und Katastrophenmanagement (IREM)
- Institut für Sustainable Energy Systems (INSYS)
- Technologietransferzentrum Elektromobilität am Standort Bad Neustadt (TTZ-EMO)
- Technologietransferzentrum Haßfurt (TTZ-HAS)
- Technologietransferzentrum Bad Kissingen (TTZ-KG)
- Technologietransferzentrum Kitzingen (TTZ-KT)
- Technologietransferzentrum Main-Spessart (TTZ-MSP)
- Technologietransferzentrum Cyber Security (TTZ-WUE)

### Promotion
Die THWS ist Mitglied in sieben bayerischen Promotionskollegs zur kooperativen Promotion und arbeitet mit über 40 kooperierenden Universitäten im In- und Ausland zusammen. 2024 promovierten an der THWS über 70 Promovierende im Rahmen einer kooperativen Promotion mit einer Universität.
Seit 2024 können ingenieurwissenschaftliche Promotionen an der THWS auch ohne Kooperation mit einer Universität im Promotionszentrum „Nachhaltige und Intelligente Systeme (NISys)“ stattfinden. Das Promotionszentrum NISys ist eine Kooperation der THWS, der Technischen Hochschule Aschaffenburg sowie der Hochschule Coburg.

## Auslandskontakte
Die THWS bietet ein weltweites Netz von rund 230 Partnerhochschulen, an denen Studierende ein Auslandsstudium absolvieren können. Der Hochschulservice Internationales sowie die Auslandsbeauftragten der Fakultäten unterstützen und beraten die Studierenden bei Auslandspraktika, Auslandssemestern, Abschlussarbeiten mit Firmen, deren Sitz sich im Ausland befindet, bei Auslandsaufenthalten sowie bei Fragen der Finanzierung und Stipendien.

## Studentische Projekte

### Mainfranken Racing e. V.
Seit September 2006 existiert (gegründet von Studierenden) der gemeinnützige Verein Mainfranken Racing e. V. Die Studenten von Mainfranken Racing e. V. nehmen am jährlich stattfindenden Konstruktionswettbewerb der Formula Student Germany teil, der in Deutschland vom Verein Deutscher Ingenieure ausgerichtet wird. Zwischen 2007 und 2021 wurden 14 Rennwagen gebaut.

### Konzeptathon 2019
Am 17. Mai 2019 haben in Lohr am Main ca. 160 Studierenden der THWS aus vier Studiengängen (Soziale Arbeit, Management im Gesundheitswesen, E-Commerce und Master Wirtschaftsingenieurwesen) und zwei Kulturen (48 Teilnehmer waren Gaststudierende aus Indien) unter Einbeziehung von Lohrer Bürgern, Start-ups, ansässigen Unternehmen den Konzeptathon 2019 durchgeführt.
30 durchmischte Teams arbeiteten in Gruppen von fünf bis sechs Personen an vier Standorten in zwölf Stunden an zehn Themenstellungen und entwickelten hierbei 30 neue (digitale) Lösungsideen zu interessanten Fragen und Problemen der Stadt Lohr sowie der Region Main-Spessart.
Ziel des Events war die Präsentation einer innerhalb eines Tages möglichst konkret ausgearbeiteten Idee plus Prototyp. Daneben erwarteten die Beteiligten als Lerneffekt unter anderem Verständnis für Problemstellungen und Lösungsideen anderer Fach- und Kompetenzbereiche sowie das praxisbezogene Kennenlernen der Grundzüge des Design Thinkings. Das kooperative Gesamtprojekt wurde in Englisch durchgeführt und von Dozenten der THWS sowie der Stadt Lohr/ Starthouse Spessart organisiert.

## Mitgliedschaften
Die Hochschule ist Mitglied im MedienCampus Bayern, dem Dachverband für die Medienaus- und -weiterbildung in Bayern. Gabriele Goderbauer-Marchner, bis 2010 Professorin für Mediengeschichte und Medienpolitik im Studiengang Medienmanagement, war bis Ende 2009 langjährige Geschäftsführerin des MedienCampus Bayern.